# Hans Heinrich Hansen

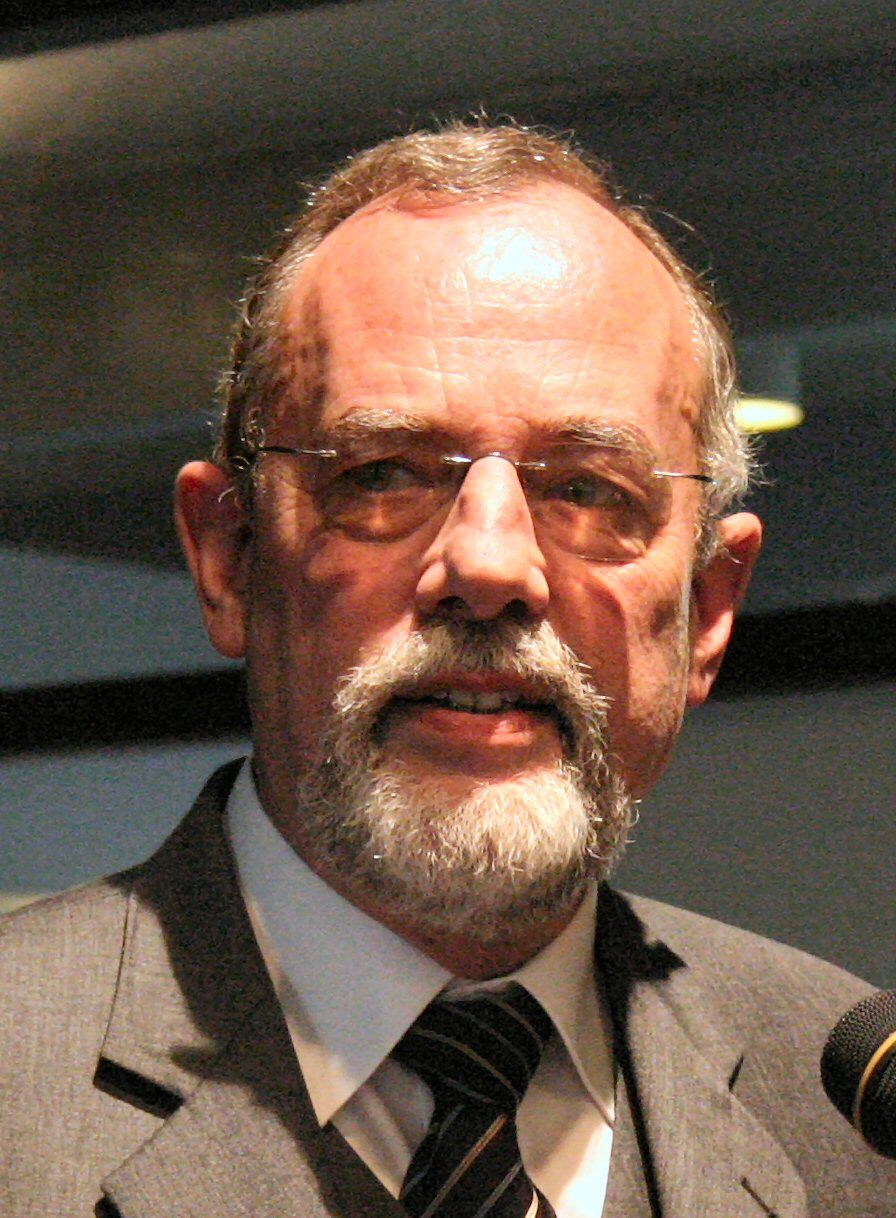
Hans Heinrich Hansen 2003

Hans Heinrich Hansen (* 26. Juni 1938 in Hadersleben) ist Tierarzt und war bis 2016 Präsident der Föderalistische Union Europäischer Nationalitäten (FUEN) (bis 2015 Föderalistische Union Europäischer Volksgruppen (FUEV)). Er war außerdem langjähriger Hauptvorsitzender der deutschen Minderheit in Dänemark.

## Leben und Beruf
Hans Heinrich Hansen studierte Tiermedizin an der Tierärztlichen Hochschule Hannover und an der Königlichen Veterinär- und Landwirtschaftsuniversität in Kopenhagen, wo er sein Studium 1963 mit dem Examen als Tierarzt abschloss. Ab 1966 betrieb er in Heisagger/Hejsager das erste Kleintierhospital in Nordschleswig. Hansen entstammt einer alteingesessenen Apothekerfamilie in Hadersleben, die sich stets zum deutschen Bevölkerungsteil in Nordschleswig gezählt hat.
Von 1993 bis 2006 war Hans Heinrich Hansen Hauptvorsitzender der Deutschen Minderheit in Dänemark, sowie von 1994 bis 2007 Vizepräsident der Föderalistischen Union Europäischer Volksgruppen (FUEV). Von 1999 bis 2006 war er außerdem Vorsitzender der Arbeitsgemeinschaft der Deutschen Minderheiten in der FUEV (AGDM). Auf dem FUEV-Minderheitenkongress 2007 in Tallinn/Estland wurde er zum Präsidenten der FUEV gewählt eine Funktion, die er bis 2016 innehatte.
Besondere Höhepunkte seiner Amtszeit als Hauptvorsitzender der deutschen Minderheit waren unter anderem:
- die bahnbrechende Ansprache im Juli 1995 auf Düppel (dän.: Dybbøl) zur Feier der 75-jährigen Zugehörigkeit Nordschleswigs zu Dänemark, mit der der endgültige Durchbruch zur Gleichwertigkeit von Minderheit und  Mehrheit in Dänemark gelang,
- der Besuch von Königin Margrethe II. und Bundespräsident Roman Herzog 1998,
- seine Grundsatzrede 1999 zum 150. Jahrestag des dänischen Grundgesetzes,
- der Staatsbesuch des Bundespräsidenten Johannes Rau 2001,
- die Gründung des Dialogforums Norden 2004,
- die 50-Jahr-Feier der Bonn-Kopenhagener Erklärungen 2005 unter Teilnahme des damaligen Bundeskanzlers Gerhard Schröder und Staatsministers Anders Fogh Rasmussen in Sonderburg,
- der erfolgreiche Abschluss der Verhandlungen über Sonderregelungen für die deutsche Minderheit in Verbindung mit der dänischen Kommunalreform 2006,
- sowie die Einweihung des neuen „Hauses Nordschleswig“ in Apenrade.

Hansen wohnt seit 2007 in Egernsund (deutsch Ekensund) auf der dänischen Seite der Flensburger Förde.
2016 wurde Loránt Vincze zu seinem Nachfolger als Präsident der Föderalistische Union Europäischer Nationalitäten gewählt.

## Auszeichnungen
- 1998 Bundesverdienstkreuz 1. Klasse
- 2005 Dannebrogorden
- 2007 Großes Verdienstkreuz des Verdienstordens der Bundesrepublik Deutschland
- 2016 Ehrenprofessor des Landes Schleswig-Holstein
- 2018 Großer Verdienstorden des Landes Südtirol